# Línea de scrimmage

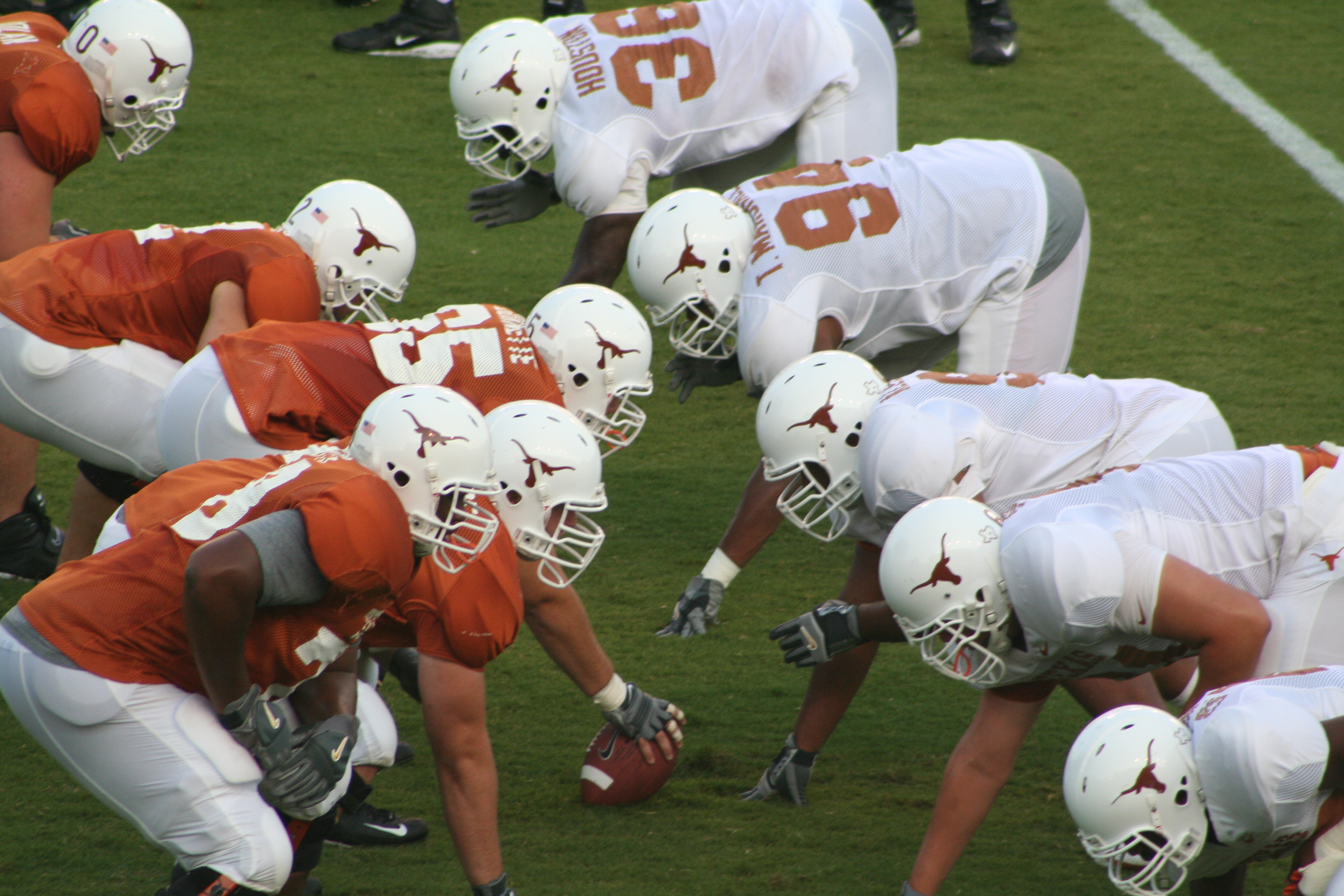
Línea de scrimmage en fútbol americano.

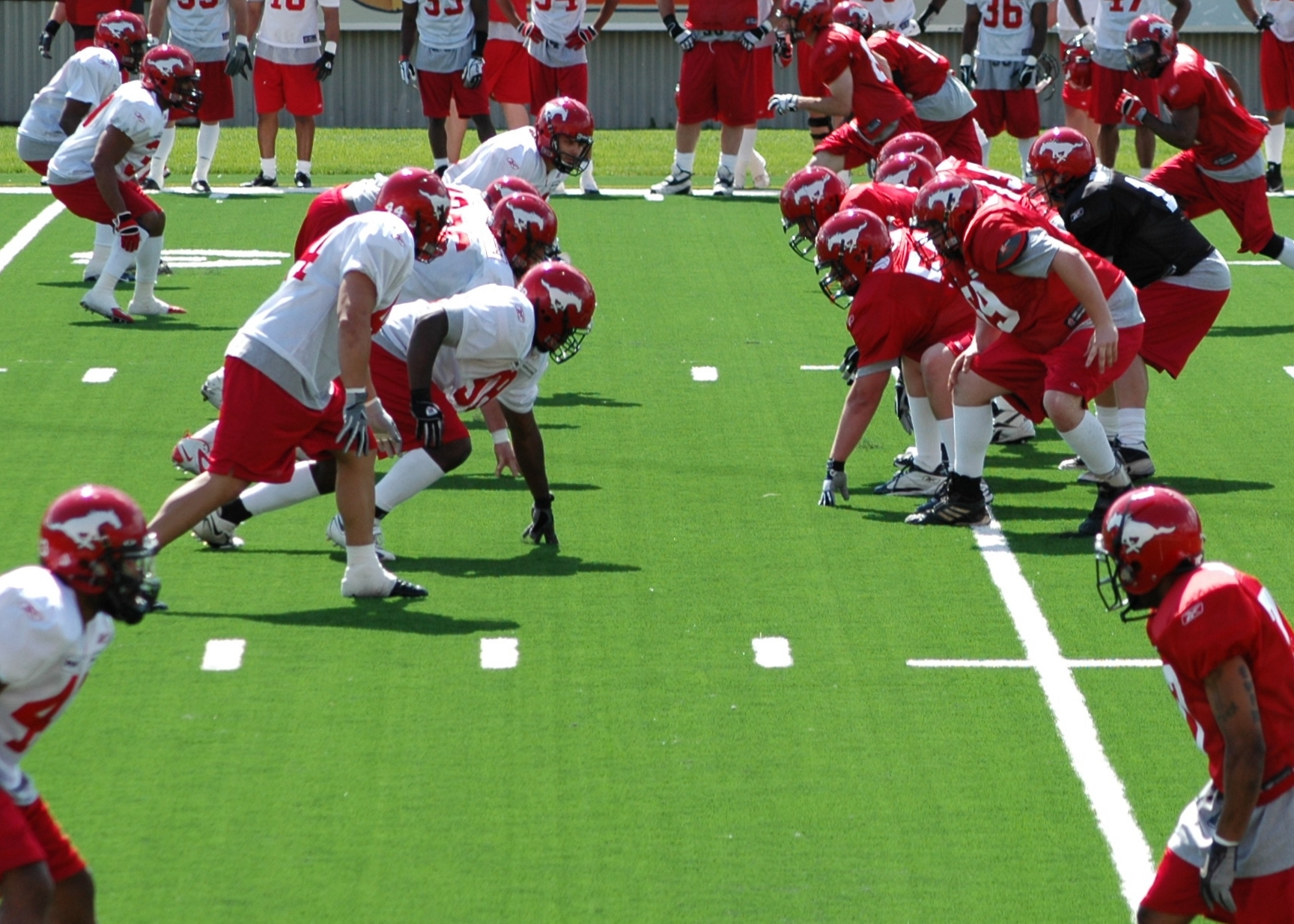
Línea de scrimmage en fútbol canadiense.

En fútbol americano y fútbol canadiense una línea de scrimmage (del inglés line of scrimmage), línea de confrontación, o línea de golpeo es una línea imaginaria que atraviesa transversalmente el terreno de juego a través de su parte más estrecha que ningún equipo puede cruzar hasta que la siguiente jugada haya comenzado. Se sitúa en el lugar donde un árbitro asistente coloca el balón en el suelo antes de dar inicio a la siguiente jugada.
Una línea de scrimmage es paralela a las goal lines y pasa por el balón cuando el center lo sostiene contra el suelo antes de realizar el snap.
Según las reglas de la NFL y la NCAA, hay dos líneas de scrimmage: una que restringe al ataque y otra a la defensa. El área entre las dos líneas se denomina zona neutral y solo el center atacante tienen la posibilidad de tener alguna parte de su cuerpo en esta zona. Para que se pueda comenzar una jugada sin ningún tipo de penalización, de forma legal, tiene que haber un número determinado de jugadores del equipo atacante alineados en la línea de scrimmage. Se necesitan siete jugadores: cinco jugadores de la línea ofensiva y al menos dos receptores.
En fútbol canadiense, el equipo que defiende debe colocarse no más cerca de una yarda de la línea de scrimmage. En fútbol americano deben alinearse sobre la línea.
Muchos fanes y comentaristas se refieren coloquialmente a la zona neutral entera como línea de scrimmage, aunque es técnicamente incorrecto.
Otros usan el término general para referirse específicamente a la línea de scrimmage defensiva, debido a que es la línea que tiene real importancia en la medida del progreso de cara a la anotación.
Las faltas más comunes relacionadas con la línea de scrimmage son:
- Offside. Cuando un jugador del equipo defensivo se encuentra en la zona neutral cuando se realiza el snap.
- False Start. Cuando un jugador ofensivo hace amago de salir antes de que se produzca el snap.

Sportvision suministra un producto que permite a los canales de televisión que retransmitan partidos, incluir una línea visible que represente la línea de scrimmage o la mínima distancia que el balón haya sido movido por el ataque para alcanzar un primer down.